# Пинки и Брейн
«Пинки и Брейн» (англ. Pinky and the Brain) — американский анимационный сериал, созданный Томом Рюггером и Стивеном Спилбергом для программного блока Kids' WB телеканала The WB Television Network. Первый анимационный телесериал, представленный в формате Dolby Surround. Главные герои мультсериала впервые появились в 1993 году как эпизодические персонажи в мультсериале «Озорные анимашки». Позже, они появились как одни из главных героев в мультсериале «Пинки, Элмайра и Брейн».

## Сюжет
Большая часть серий посвящена одному из планов Брейна по мировому господству с помощью Пинки и провалу этого плана, а многие из эпизодов мультсериала, в свою очередь, происходят в Acme Labs, расположенной в крупном американском городе под подвесным мостом.
Действие нескольких эпизодов происходит в исторические времена, и в них, Пинки и Брейн находятся в кабинете какого-нибудь знаменитого человека, например, Мерлина, Герберта Уэллса, или Ивана Павлова.

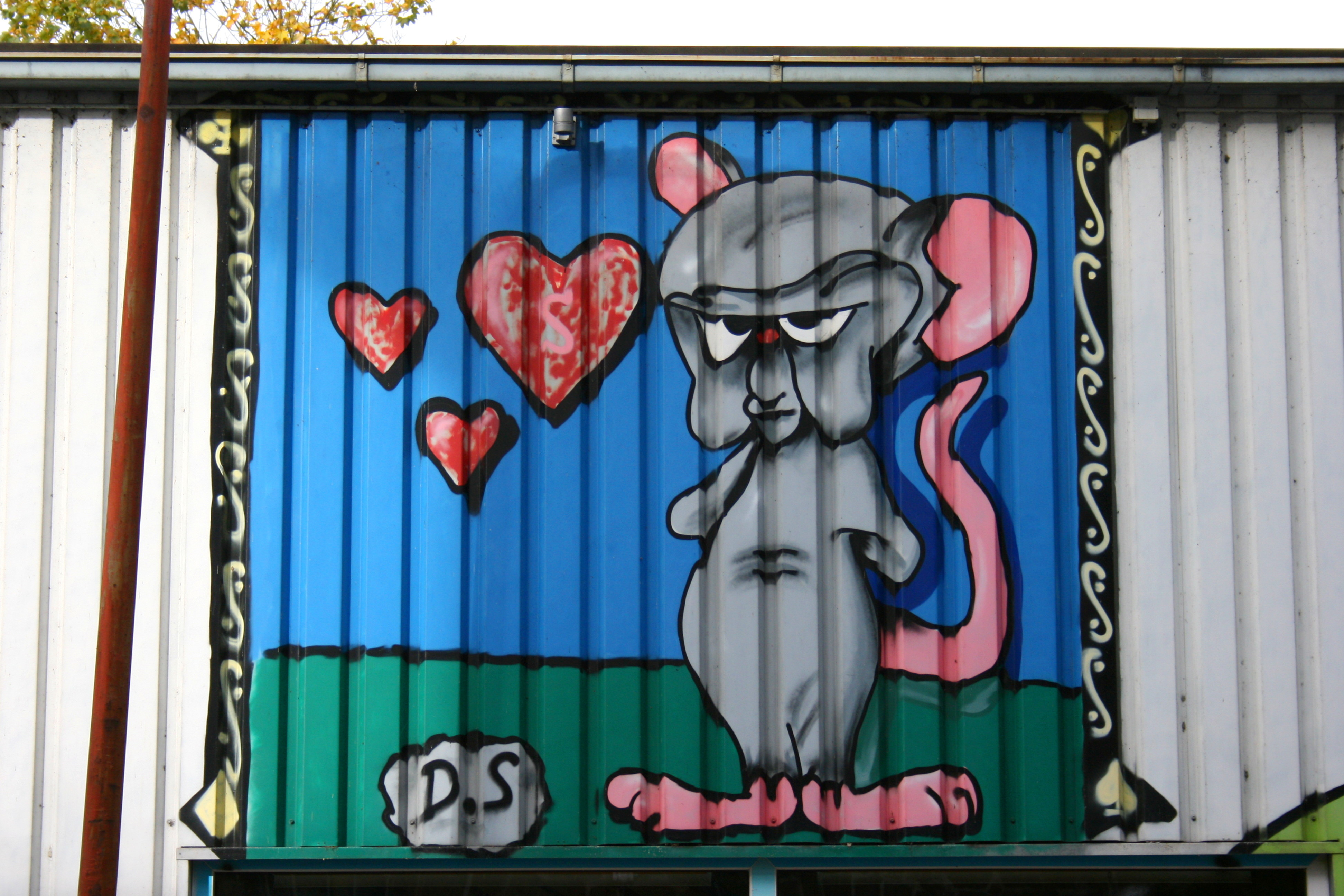
Рисунок Брейна на заборе (Альтена, Германия)

## Персонажи
- Брейн — подопытная мышь лаборатории «АСМЕ», главный герой франшизы. В его большой-большой голове целый день собираются идеи, которые вечером изливаются в великолепные планы по захвату мира. Брейн хочет изменить мир к лучшему. Он, как и Пинки, способен разговаривать с людьми. Эту способность он часто использует для претворения своих планов в жизнь. Иногда для этого Брейну требуется огромное количество денег. В основном Брейн пытается завоевать мир при помощи своих изобретений, которые он неустанно придумывает: армия роботов, гипно-луч, машина эволюции, уменьшающий луч и ещё миллионы других изобретений. Считается, что Брейн достаточно сух и чёрств, но это не совсем так. Он сильно переживает, радуется успеху, а порой мощно злится. У Брейна отличный голос (он был известным певцом кантри, пел в собственном казино под именем Брейнатры, а также был звездой (и единственным актёром) собственного мюзикла). Брейну 3 года. Брейн ненавидит клоунов, глупые телешоу и идиотские танцы (однако ему нравятся ирландские). Если Брейн долго сидит в тёмном замкнутом пространстве, он теряет самообладание. В первые минуты выхода на свет он возвращается к своим природным инстинктам, а раньше он был очень агрессивным. Брейн плохо разбирается в людях. По характеру вспыльчив, импульсивен, заумен. Его имя в переводе с английского (brain) означает «мозг».
- Пинки — подопытная мышь лаборатории «АСМЕ». Но желаемого эффекта учёные не достигли: Пинки стал просто дурачком, который много слушает музыку и долго смотрит телевизор или просто бегает по клетке и радуется. В одной из серий Пинки и Брейн попадают в дикую местность, где Пинки отлично продемонстрировал навыки выживания, он отправился на охоту и вернулся с добычей в виде кабана. Жизнь для Пинки — веселье и развлечение. Пинки выделывает всевозможные «весёлые» (для него) глупости. Он очень хорошо помнит имена кинозвезд, увлекается модными веяниями, музыкой и различными телепередачами. Поэтому часто его вопросы к Брейну касаются знаменитостей. Иногда Пинки воображает, что он — домохозяйка. Тогда он заботливо чистит клетку и готовит еду. Пинки может говорить с животными. Однажды Брейн повысил его интеллект. Потом, к сожалению, Пинки сам его снизил. Пинки хорошо ладит с людьми и детьми. Часто в его бессмысленном лепетании люди видят великую мудрость. Так его даже приняли за почтенного гуру в Индии. Главное достоинство наивного и глупого Пинки (который, кстати, иногда преподносит Брейну чудесные идеи) — это его верность и преданность другу. Он никогда не обижается, когда его хватают за нос или стукают по голове кулаком, карандашом или ещё чем-нибудь, или когда его хватают за ухо и грубо приказывают замолчать, что часто делает Брейн. Пинки всегда рад помочь Брейну, который для него, безусловно, лучший друг (даже лучше ваты). Часто его помощь оборачивается плохими последствиями, хотя Пинки и желал добра. К слову, когда Брейн заставил все часы зазвенеть в одно время, а сам от долгой работы жутко устал и заснул, то Пинки утихомирил все часы. А в другой раз на Хэллоуин Пинки продал свою душу сатане, чтобы исполнить заветное желание Брейна о захвате мира, а себе лишь попросил «штуковину для резки редисок на кусочки» (только Пинки известно, что это такое). Конечно, Брейн его вызволил! Иногда Брейн хочет побыть один, без Пинки, но когда такое случается, ему становится одиноко и грустно, ведь на самом деле Брейн так же привязался к Пинки, как и тот к нему. Тоже носитель говорящего имени, дословно означающего «мизинец», судя по его внешнему виду.
- Сноуболл — подопытный хомяк, сбежавший из лаборатории «АСМЕ». В прошлом Сноуболл был лучшим другом Брейна, но над ним провели эксперимент, аналогичный эксперименту над Брейном. В результате сбоя генного сращивателя Сноуболл загорелся идеей сеять зло, и теперь он враг и соперник Брейна.
- Билли — подопытная крыса, сбежавшая из другой лаборатории. Она намного умнее Брейна. Брейн и Сноуболл в неё влюблены, но она предпочитает Пинки.